# Superliga (Russland, Bandy)
Die Superliga (Суперлига) ist die höchste Liga im russischen Bandysport. 

## Geschichte
Die erste russische Meisterschaft im Bandy wurde 1993 nach dem Zerfall der Sowjetunion ausgetragen.

## Modus
Die Saison beginnt mit einer Hauptsaison, die zwölf Mannschaften umfasst. Die ersten acht Mannschaften qualifizieren sich für die zweite Runde, die als Einzel-Eliminations-Playoff-Runde mit Viertelfinale, Halbfinale und einem Finale gespielt wird. Das Finale wird auf neutralem Eis ausgetragen. Der Finalsieger wird russischer Meister.

## Teilnehmende Mannschaften Saison 2017/18
- Wodnik Archangelsk
- SKA-Neftjanik Chabarowsk
- Baikal-Energija Irkutsk
- HK Dynamo Kasan
- HK Kusbass Kemerowo
- Rodina Kirow
- Sorki Krasnogorsk
- HK Jenissei Krasnojarsk
- Dynamo Moskau
- Start Nischni Nowgorod
- Sibselmasch Nowosibirsk
- Uralski Trubnik Perwouralsk
- Stroitel Syktywkar
- HK Wolga Uljanowsk

## Russische Meister im Bandy
- 1993 – Sorki Krasnogorsk
- 1994 – SKA Swerdlowsk
- 1995 – Sibselmasch Nowosibirsk
- 1996 – Wodnik Archangelsk
- 1997 – Wodnik Archangelsk
- 1998 – Wodnik Archangelsk
- 1999 – Wodnik Archangelsk
- 2000 – Wodnik Archangelsk
- 2001 – HK Jenissei Krasnojarsk
- 2002 – Wodnik Archangelsk
- 2003 – Wodnik Archangelsk
- 2004 – Wodnik Archangelsk
- 2005 – Wodnik Archangelsk
- 2006 – Dynamo Moskau
- 2007 – Dynamo Moskau
- 2008 – Dynamo Moskau
- 2009 – Dynamo Moskau
- 2010 – Dynamo Moskau
- 2011 – HK Dynamo Kasan
- 2012 – Dynamo Moskau
- 2013 – Dynamo Moskau
- 2014 – HK Jenissei Krasnojarsk
- 2015 – HK Jenissei Krasnojarsk
- 2016 – HK Jenissei Krasnojarsk
- 2017 – SKA-Neftjanik Chabarowsk
- 2018 – SKA-Neftjanik Chabarowsk
- 2019 – SKA-Neftjanik Chabarowsk

## Rekordmeister
Die folgende Aufstellung umfasst alle russischen Meisterschaften:
| Rang | Verein                   | Titel | Jahr                                                 |
| ---- | ------------------------ | ----- | ---------------------------------------------------- |
| 01.  | Wodnik Archangelsk       | 9     | 1996, 1997, 1998, 1999, 2000, 2002, 2003, 2004, 2005 |
| 02.  | Dynamo Moskau            | 7     | 2006, 2007, 2008, 2009, 2010, 2012, 2013             |
| 03.  | HK Jenissei Krasnojarsk  | 4     | 2001, 2014, 2015, 2016                               |
| 04.  | SKA-Neftjanik Chabarowsk | 3     | 2017, 2018, 2019                                     |
| 05.  | Zorki Krasnogorsk        | 1     | 1993                                                 |
| 05.  | SKA Swerdlowsk           | 1     | 1994                                                 |
| 05.  | Sibselmasch Nowosibirsk  | 1     | 1995                                                 |
| 05.  | HK Dynamo Kasan          | 1     | 2011                                                 |